# Hydrocanthus paraguayensis
Hydrocanthus paraguayensis là một loài bọ cánh cứng trong họ Noteridae. Loài này được Zimmermann miêu tả khoa học đầu tiên năm 1928.